# Zumbis do Espaço
Zumbis do Espaço est un groupe brésilien de punk rock, originaire de Taubaté, dans l'État de São Paulo.

## Histoire

### Années 1990
Le groupe est formé en 1996 à Taubaté, dans l'État de São Paulo, par Tor Tauil, Zumbilly et Gargoyle. Passionnés de films d'horreur et de science-fiction, de bandes dessinées et de livres, ils ont l'idée de former un groupe exclusivement axé sur ce thème, avec des paroles en portugais. La première bande démo du groupe, Demonotape, est enregistrée en 1996.
En 1997, Gargoyle quitte le groupe pour des raisons personnelles et est remplacé par Fábio « El Phantasma » Balbo, un bassiste qui avait joué dans la première formation de Street Bulldogs. Avec cette nouvelle formation, le groupe enregistre son nouvel EP intitulé 3 Clássicos do Inferno et participe à l'émission Ultrasound diffusée sur MTV Brésil l'année suivante en 1998. Au début de l'année 1999, un grave accident de moto coûte la vie à El Phantasma et met fin aux activités du groupe jusqu'à ce que Gargoyle revienne pour remplacer le défunt bassiste. L'album Awakening of the Beast, qui était déjà en cours de production, sort la même année en l'honneur d'El Phantasma. À la fin de la même année, ils enregistrent Abominable Monster World, qui sort en mars 2000. L'album définit le style musical du groupe, réunissant avec succès des influences aussi diverses que le punk rock, le metal, la country, le rockabilly et le psychobilly.

### Années 2000
Le groupe commence les années 2000 en étant invité à se produire avec Marky Ramone and the Intruders, en tournée au Brésil. Parallèlement, l'album live O Mal Nunca Morre est enregistré lors d'un seul concert à São Paulo au Hangar 110 en décembre 2000. En 2002, le groupe participe à l'émission Musikaos sur TV Cultura. En mars de la même année, l'album Aberrações Que Somos sort. En mai, le groupe sort en Europe la compilation Games of Horror 1996-99, qui rassemble les trois premiers albums du groupe. À la fin de la même année, ils sont responsables de la bande originale du film Crônicas de um Zumbi Adolescente et participent au CD Tributo ao Garotos Podres, en réenregistrant la chanson Verme, un succès du groupe ABC Paulista.
En 2003, le groupe poursuit la tournée de l'album Aberrações Que Somos. Le 31 octobre 2003, ils enregistrent le deuxième album live du groupe, intitulé Somente Esta Noite : Aberrações Ao Vivo, lors du désormais traditionnel concert d'Halloween à São Paulo. L'album sort au début de l'année 2004. En 2005, ils enregistrent leur premier DVD live.

### Depuis 2009
En 2009, le nouvel album du groupe intitulé Destructus Maximus sort. Peu après la sortie de l'album, Hank Alien annonce son départ du groupe et est remplacé par Renato Machado, alors guitariste du groupe Lock Fistt,. En 2012, ils sortent leur septième album studio, Nós Viemos Em Paz, via HeartsBleedBlue en deux formats : CD digipack et vinyle dans les couleurs orange opaque, orange translucide et magenta.
Le 6 juin 2016, ils sortent l'album Em Uma Missão de Satanás sur le label Hearts Bleed Blue en CD digipack, vinyle jaune 180 grammes et cassette K7. Pour promouvoir l'album, le groupe enregistre un clip officiel pour le morceau O Mal Imortal avec la participation spéciale de Zé do Caixão. L'album figure parmi les 50 meilleurs albums nationaux de 2016 sur le site Tenho Mais Discos Que Amigos !. Toujours en 2016, ils se produisent lors de la 19e édition du Porão do Rock, sur le parking du stade Mané Garrincha à Brasilia. En 2019, ils sortent Monstros Dominante chez Hearts Bleed Blue (HBB), aux formats LP, K7 et CD.
En août 2022, le groupe se produit au festival Oxigênio, à l'Aeroclube Campo de Marte,,. Le groupe se produit à l'Horror Expo 2023 à São Paulo,,.

## Discographie

### Albums studio
- 1997 : Invasão
- 2000 : Abominável Mundo Monstro
- 2002 : Aberrações que Somos
- 2005 : Aqui Começa o Inferno
- 2009 : Destructus Maximus
- 2012 : Nós Viemos em Paz
- 2016 : Em Uma Missão de Satanás
- 2019 : Monstros Dominantes

### Compilations
- 2000 : Horror Rock Deluxe
- 2002 : Games of Horror 1996-99

### Albums live
- 2001 : O Mal Nunca Morre
- 2004 : Aberrações Ao Vivo
- 2011 : Destructour - O Chamado da Estrada

### EP et démos
- 1996 : Demonotape
- 1997 : 3 Clássicos do Inferno
- 1998 : Pesadelo Brasileiro
- 1999 : O Despertar da Besta